# Музей Ангулема

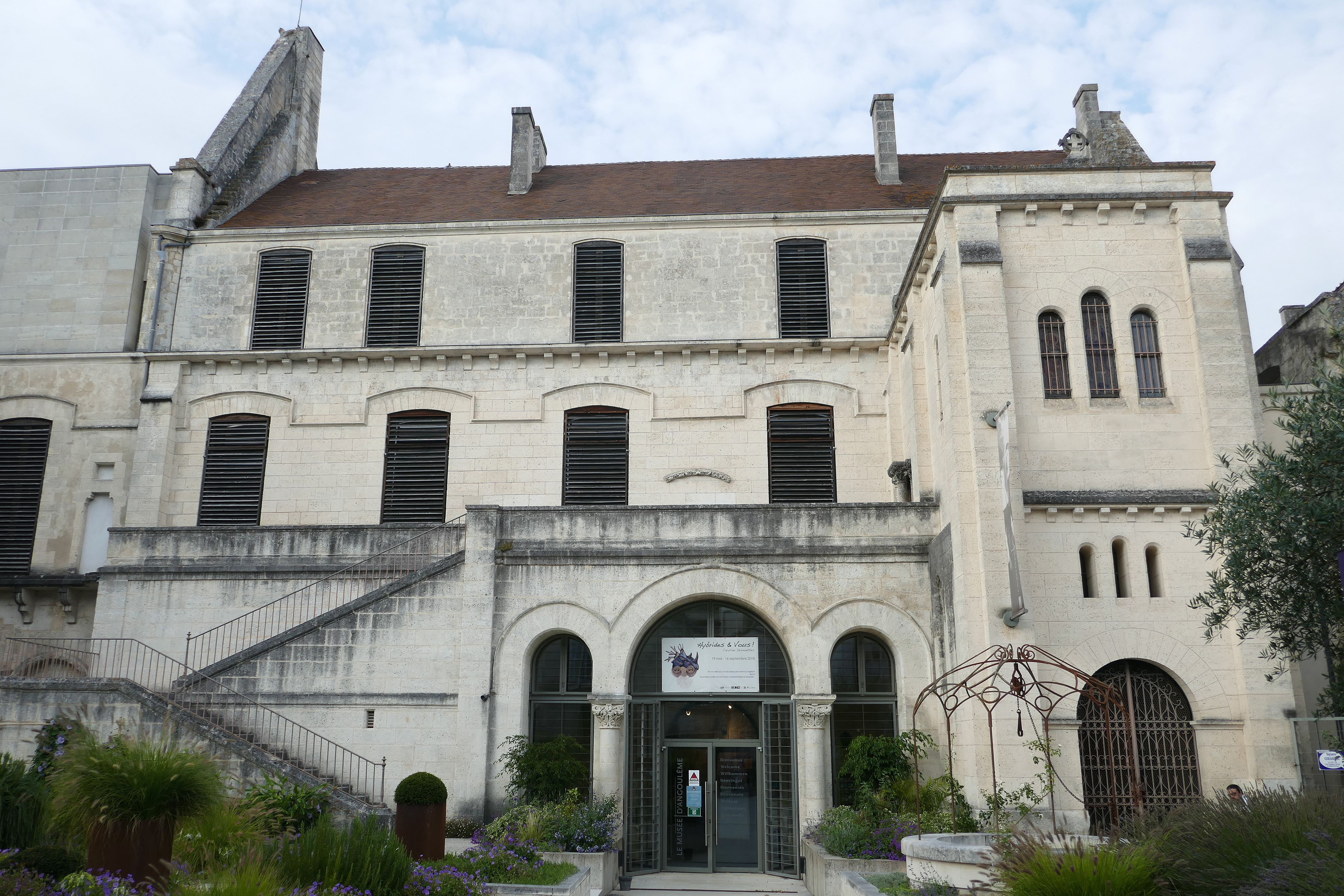
Здание музея Ангулема

Музей Ангулема (англ. Musée d'Angoulême) расположен в центре города. Ранее был известен как Музей изящных искусств (англ. Musée des beaux-arts).
Музей Ангулема — крупнейший музей департамента Шаранта, ему присвоен статус Musée de France (фр.).
Расположен музей в историческом центре Ангулема, рядом с Ангулемским собором Святого Петра.
Официально Музей изящных искусств в Ангулеме открыт 12 сентября 1920 года в бывшей резиденции епископа Ангулемского. Однако, история его началась в 1838 году, когда Франсуа Ринге подарил десять картин городу Ангулему. В 1868 году французское правительство отправило в Ангулем некоторые картины, выставлявшиеся на Парижском салоне. 15 августа 1869 года на первом этаже новой ратуши был открыт музей, который там оставался до 1920 года. Кроме картин, в музее имеются коллекции скульптур и археологические экспонаты.
Сегодня музей работает на трёх этажах. На нижнем этаже представлены археологические и палеонтологические коллекции доисторической и древней Шаранты, наиболее известен кельтский шлем Агри (фр.), найденный в 1981 году. На втором этаже расположены коллекциям примитивного искусства, в основном из Африки и Океании. Значительная их часть была подарена музею доктором Жюлем Ломмом (фр. Jules Lhomme) в 1934 году. Также на первом этаже расположена часовня с витражами. Верхний этаж посвящен живописи, скульптуре и оружию. Там выставлены и первые десять картин художника Франсуа Ренге (фр. François Rainguet) в 1838 году, остальные произведения искусства охватывают период с XVI по XX века, в том числе местных художника Анри Дараса и скульптора Рауля Верле (фр.).
В 2013 году музей посетило около 35 тысяч человек.

## Галерея

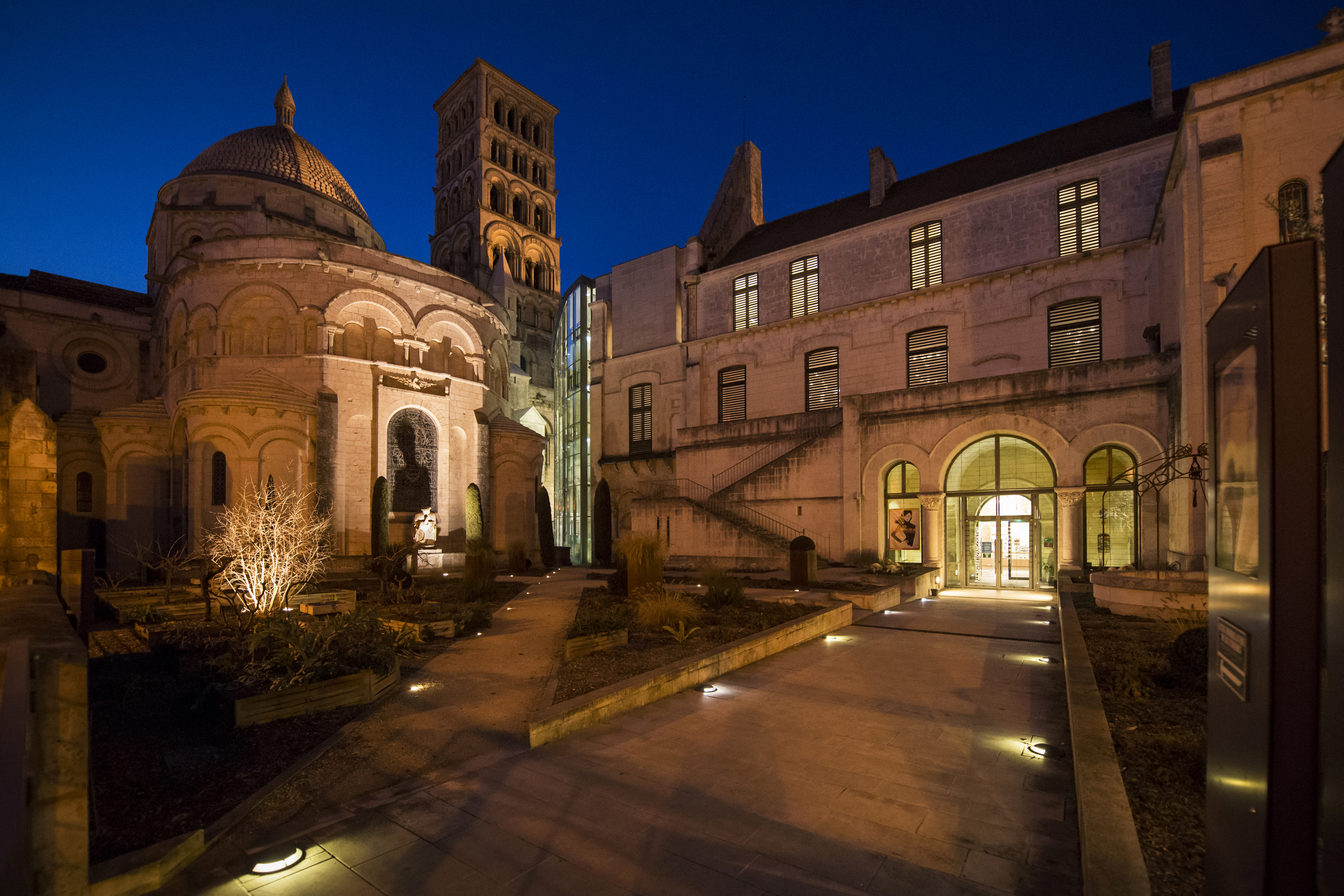
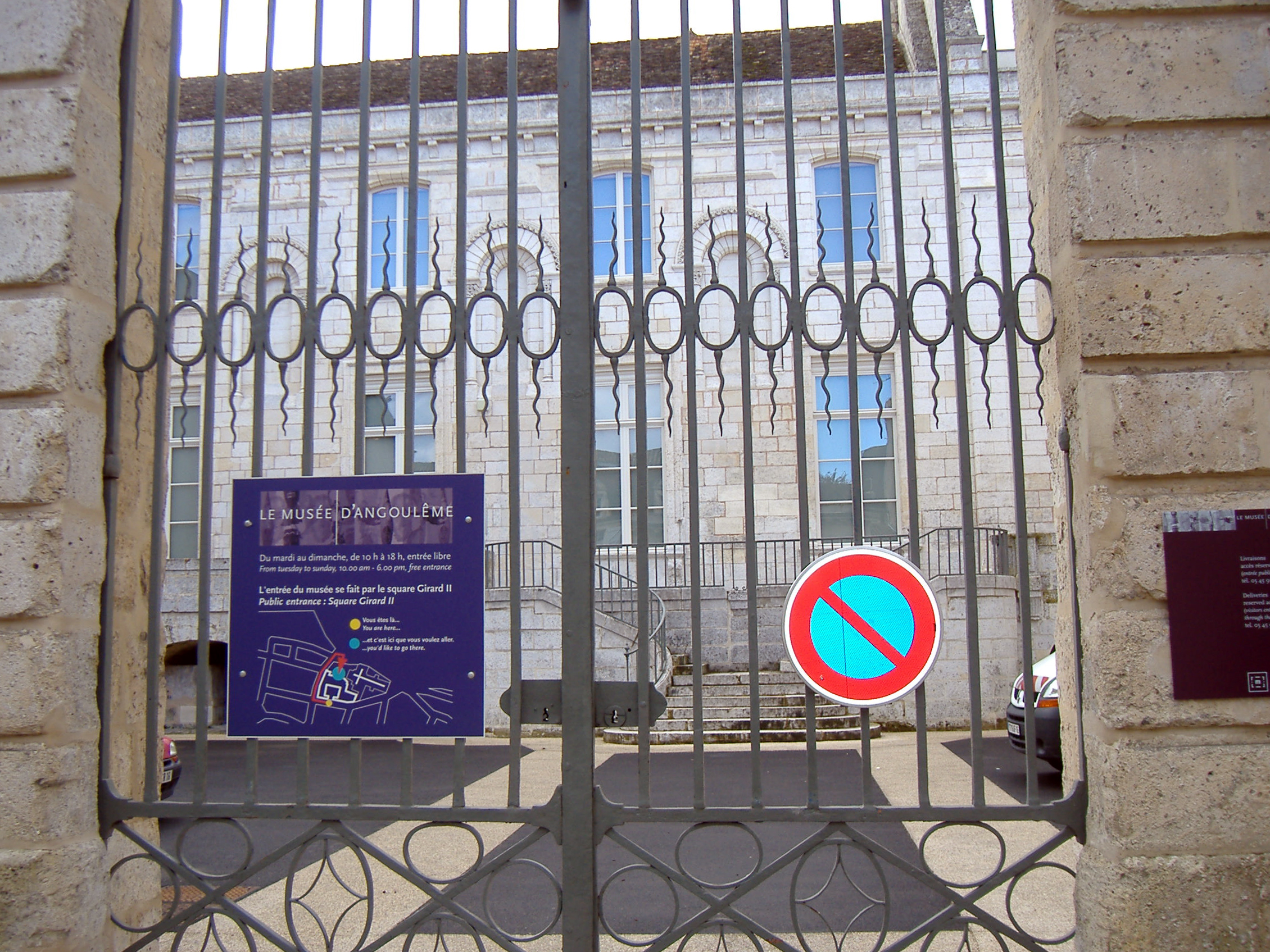
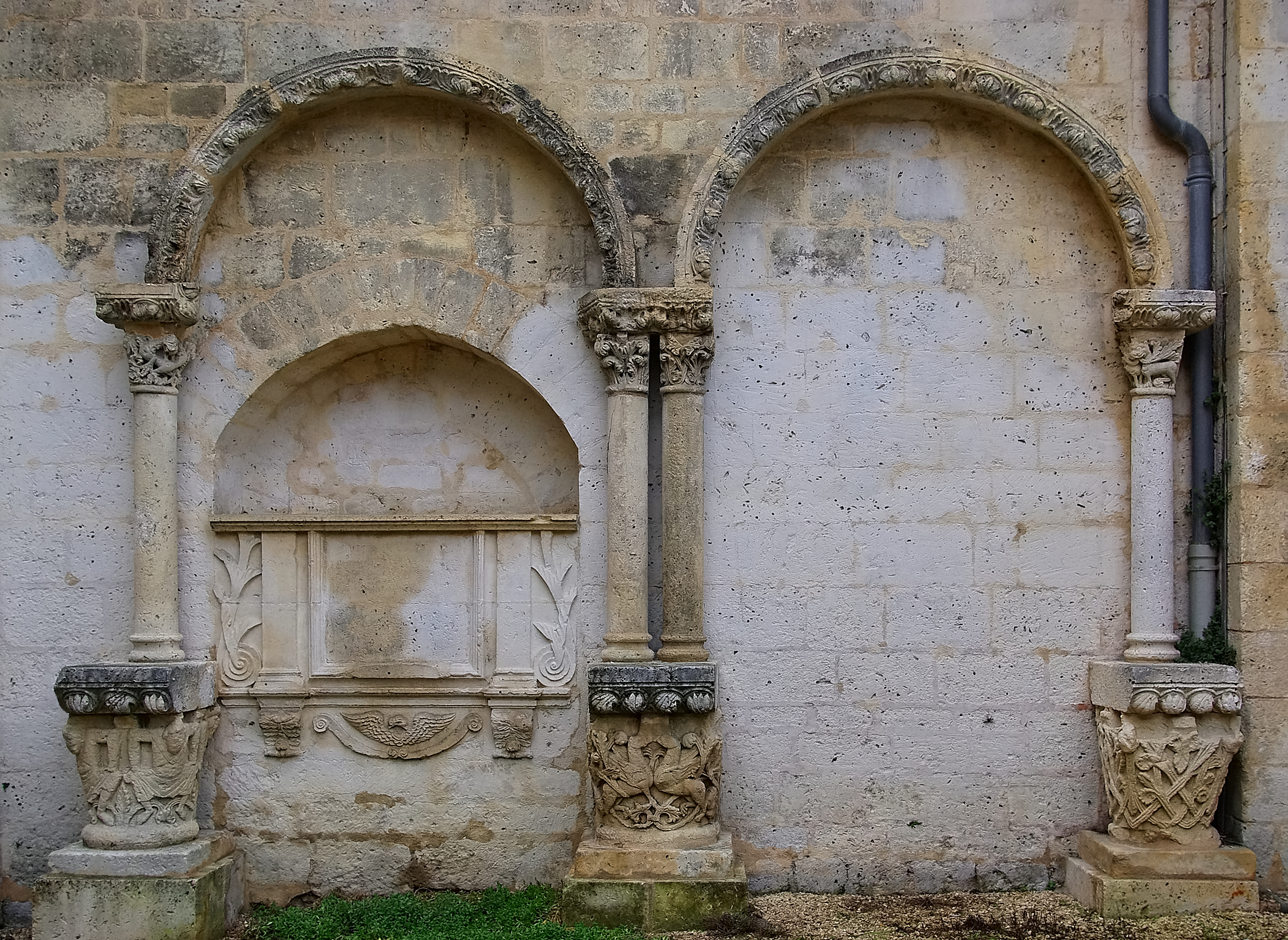
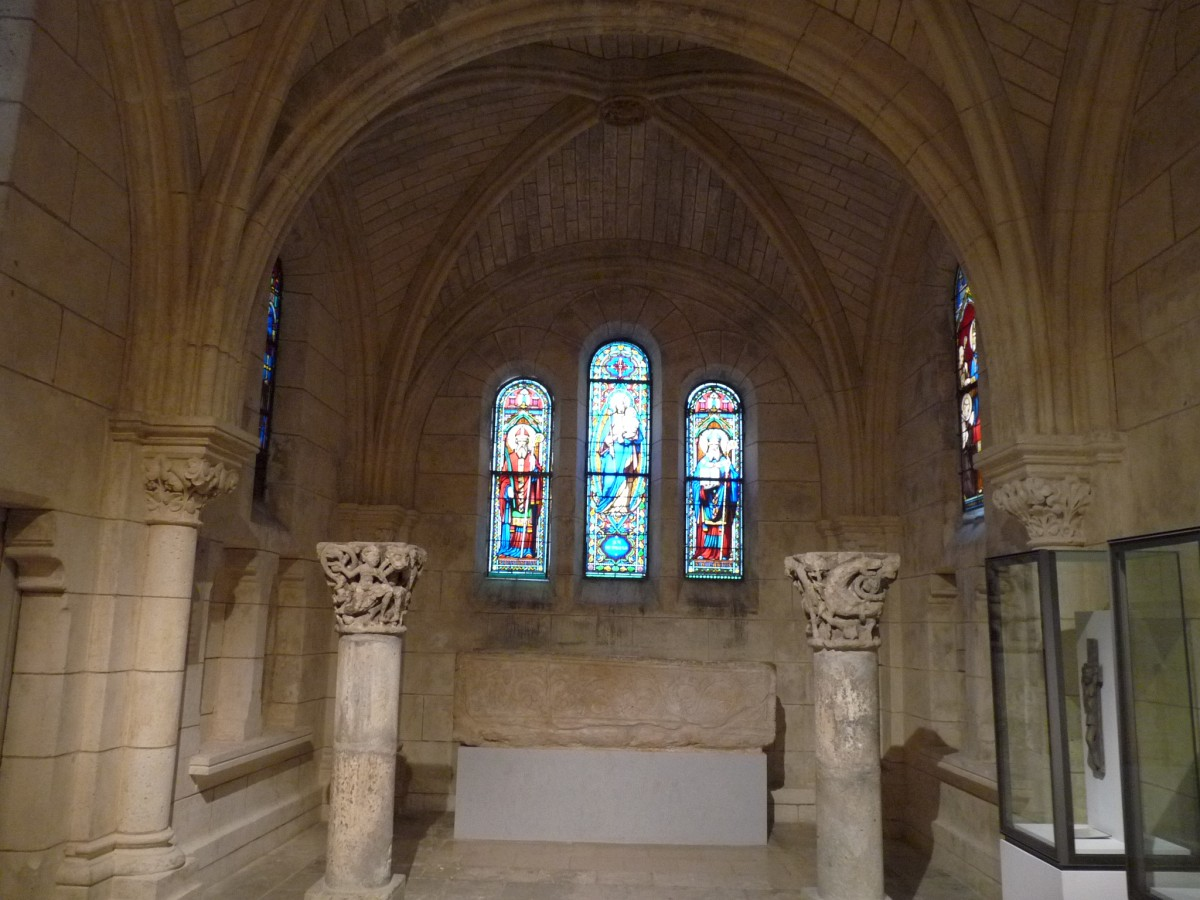

### Экспонаты

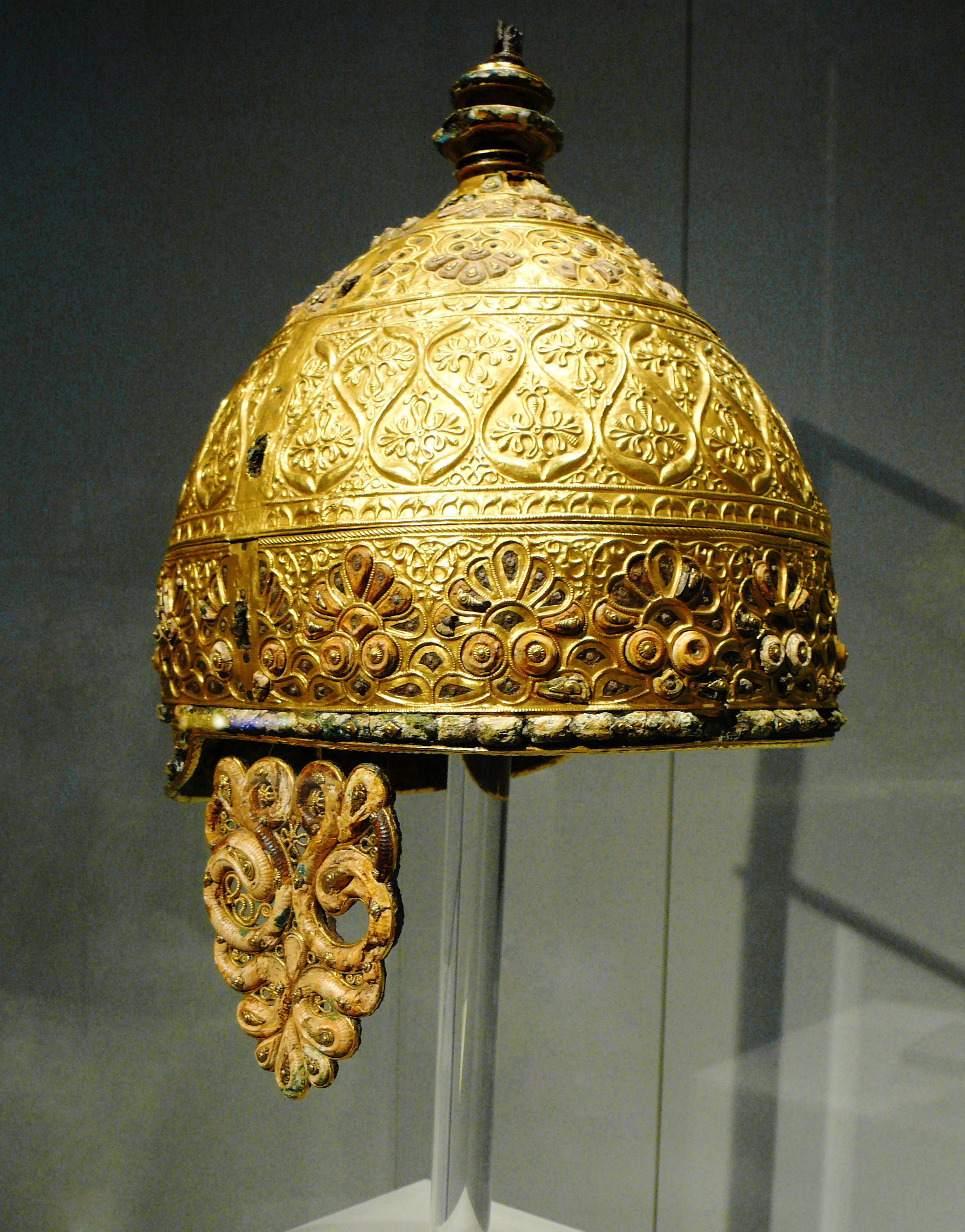
Шлем Агри (фр.)
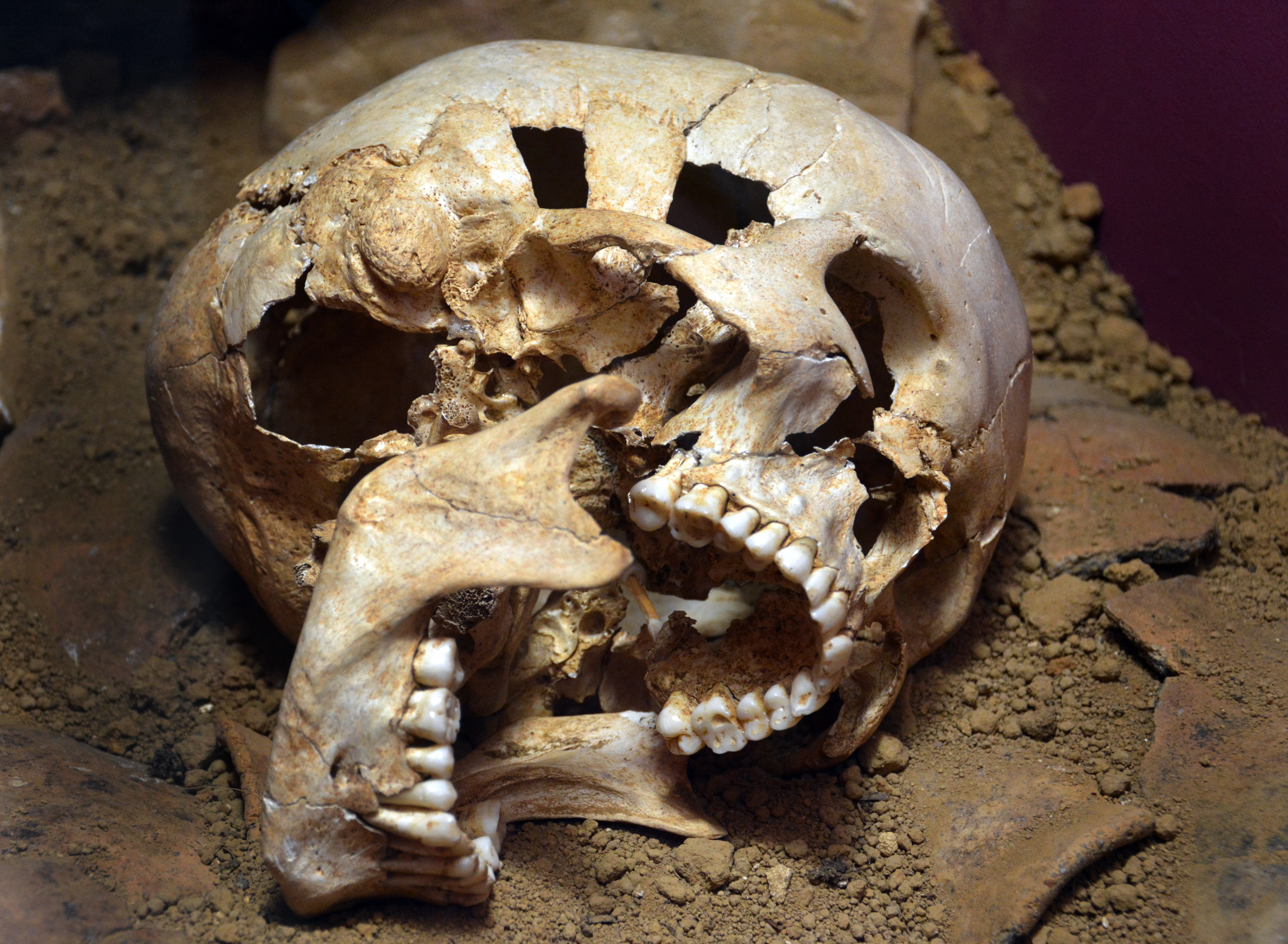
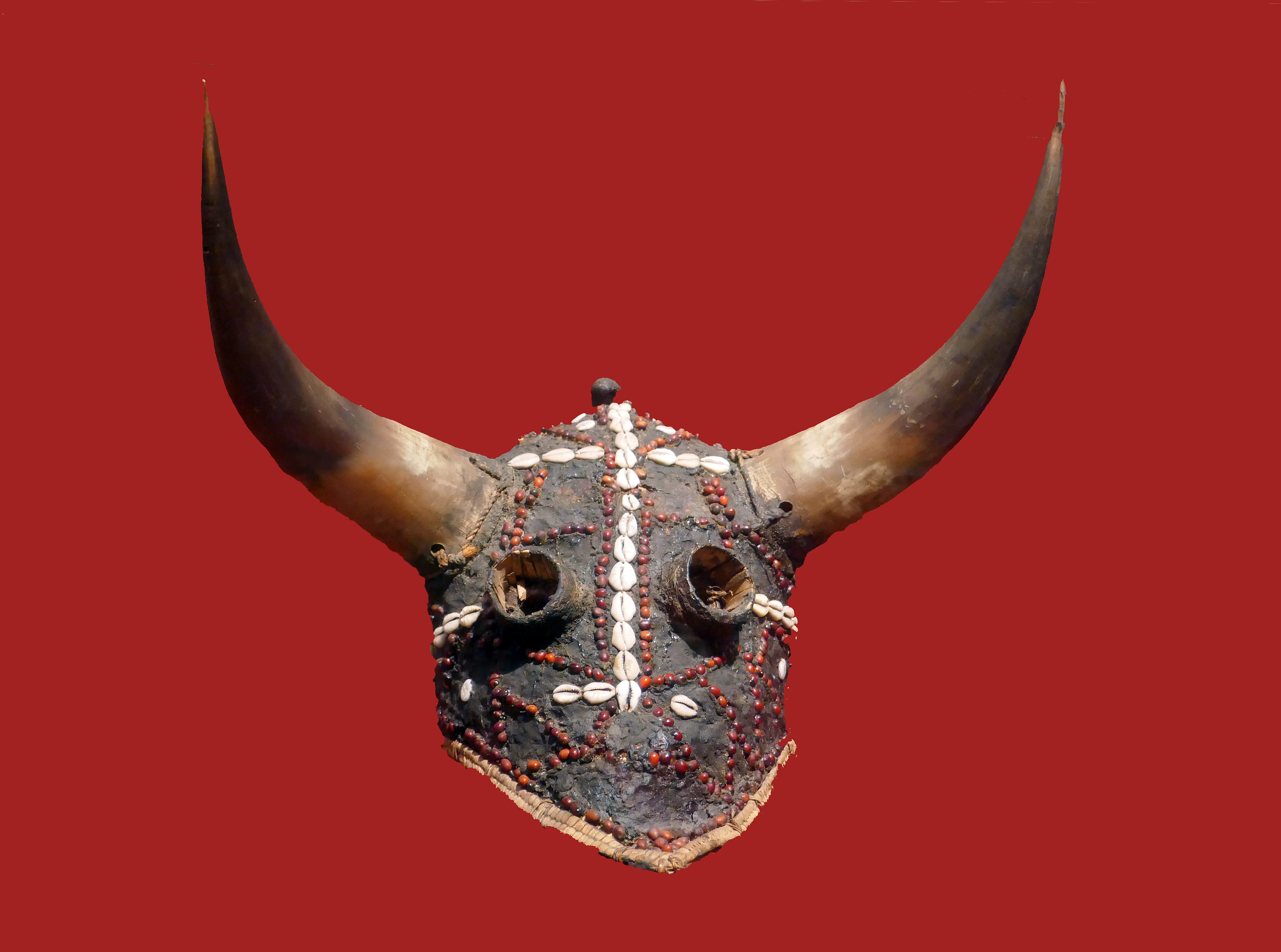
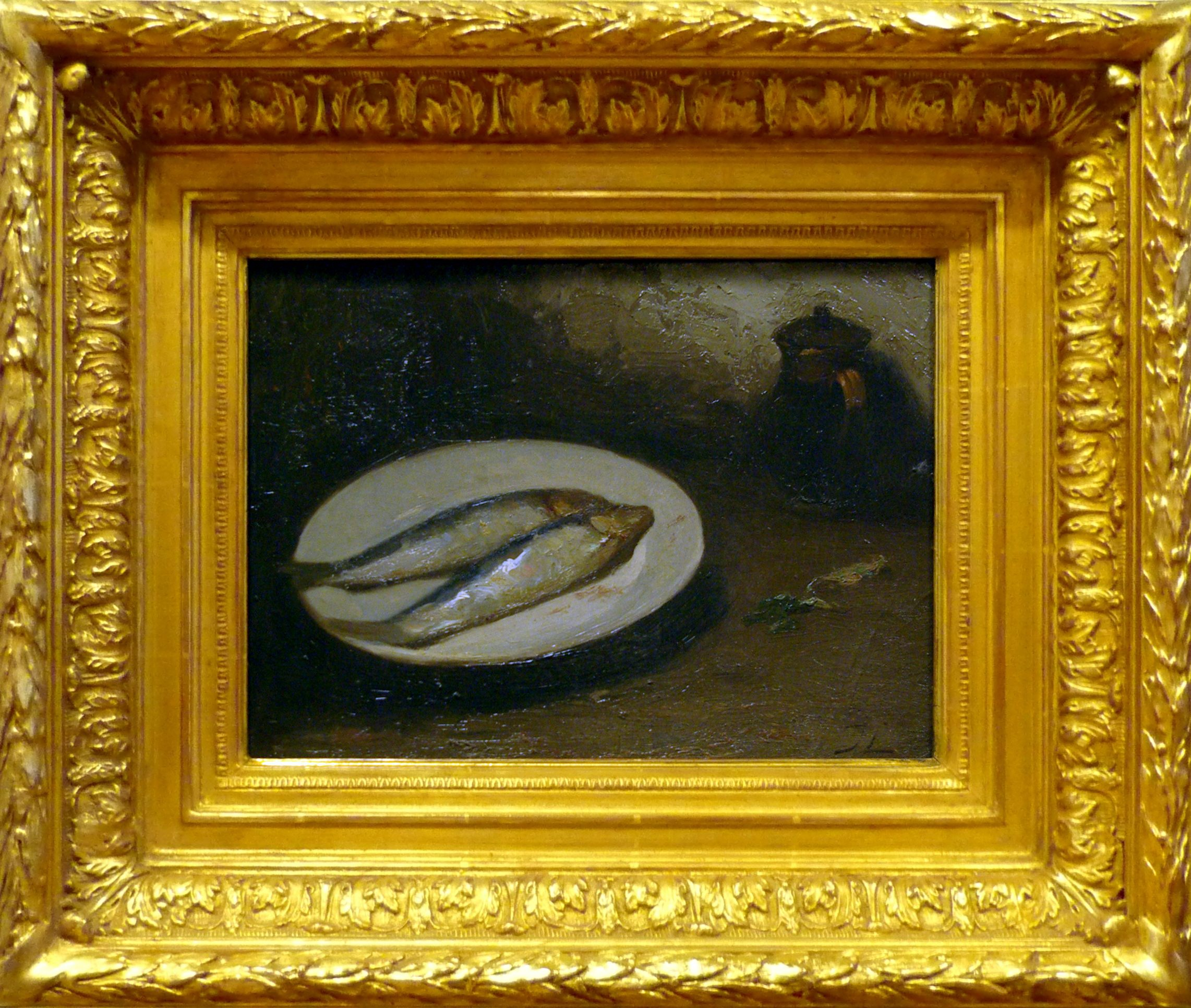